# Anthaxia vittula
Anthaxia vittula ist ein Käfer aus der Familie der Prachtkäfer.  Die artenreiche Gattung Anthaxia ist in Europa mit vier Untergattungen vertreten, Anthaxia discicollis wird zur Untergattung Anthaxia s. s. gerechnet, die in Europa mit 47 Arten vertreten ist.

## Bemerkungen zum Namen
Der Käfer wurde 1852 von Kiesenwetter während einer viermonatigen Exkursion in Griechenland gesammelt, von ihm 1857 erstmals beschrieben und 1858 nochmals ausführlich beschrieben.
Der Namensteil vittula ist die Verkleinerungsform von lat. „vítta“, der in der Entomologie für „Längsbinde“ benutzt wird. Der Name vittula erklärt sich bei Kiesenwetter durch die Eigenschaft, dass bei dem Käfer die schwarze Längsbinde auf den Flügeldecken die Spitze der Flügeldecken nicht erreicht.
Der Gattungsname Antháxia leitet sich aus altgriechisch άνθος ánthos, deutsch ‚Blüte‘ und άξιος áxios, deutsch ‚wert‘ her und bezieht sich darauf, dass die meisten Arten der Gattung schön gefärbt sind.

## Beschreibung des Käfers
| |                                                                |
| Abb. 1: Aufsicht |                                                                |
| | Abb. 2: Ansicht von seitlich vorn mit Sicht auf die Unterseite |
| |                                                                |
| Abb. 3 A: Ausschnitt Kopf, B: Ausschnitt Halsschild C: Ausschnitt Flügeldecke, unten: Lage der Aus- schnitte A, B, C |                                                                |

Die Käfer werden knapp sieben Millimeter lang. Die Oberseite ist überwiegend grün, aber mehrfarbig gestreift. Die Unterseite ist glänzend grün (in Abb. 2 erkennbar).
Der Kopf ist bis zum Hinterrand der großen Augen in den Halsschild zurückgezogen. Er ist sehr fein verrunzelt punktiert (Abb. 3 A). Die Stirn ist eben und sehr fein grau behaart. Die schwarzen, elfgliedrigen Fühler sind ungewöhnlich lang und überragen den Halsschild nach hinten. Sie sind nur schwach gesägt.
Der Halsschild ist fast eineinhalb mal so lang wie breit. Er ist vorn schwach doppelt gebuchtet, hinten annähernd gerade abgeschnitten und an den Seiten nur schwach gerundet. Ein seichter, breiter Längseindruck ist erkennbar. Die Punktierung ist in der Mitte unregelmäßig quer gerunzelt (Abb. 3 B links). Zu den Seiten hin sind dicht liegende Nabelpunkte mit netzartiger Begrenzung ausgebildet (Abb. 3 B rechts). Die schüttere kurze Behaarung fällt nach vorn. Der Halsschild trägt zwei schwarze Längsbinden.
Das grüne Schildchen ist dreieckig.
Die Flügeldecken sind zusammen so breit wie der Halsschild und knapp doppelt so lang wie breit. An den Seiten verlaufen sie zu fast zwei Dritteln annähernd parallel, danach verschmälern sie sich gleichmäßig bis zu den einzeln verrundeteten Spitzen. Die Flügeldecken sind spärlich grau behaart ((Abb. 3 C). Sie sind mehrfarbig. Die zentrale, die Naht einschließende Binde ist grün. Nach außen folgt eine schwarzblaue Längsbinde, an die eine breite rotgoldene Randbinde anschließt. Hinter der Schulter liegt außerhalb dieser Randbinde noch ein schwarzblauer länglicher Fleck.
Die Beine sind schwarzgrün. Die Schenkel sind beim Männchen etwas dicker als beim Weibchen. Die Hinterschienen sind nur beim Männchen leicht gekrümmt, die Tarsen fünfgliedrig.
Am letzten Hinterleibssegment der Unterseite ist ein erhöhter Rand ausgebildet. Das Segment endet beim Männchen breit abgerundet, beim Weibchen mehr zugespitzt, die Spitze ist in beiden Geschlechtern abgestutzt.

## Biologie
Die Käfer findet man von Mitte April bis Anfang August vor allem auf den Blüten von Weißdorn, aber auch auf den Blättern verschiedener Baumarten. Die Larven entwickeln sich in der Griechischen Tanne. Die Art ist deswegen in Bergregionen zu finden.

## Vorkommen
Die  Art kommt vermutlich endemisch in Griechenland vor, wo das Verbreitungsgebiet sich mit dem Verbreitungsgebiet der Griechischen Tanne deckt. (Abb. 1 ist jedoch angeblich aus der Türkei).